# Restauración forestal

En la década de 1980, las organizaciones conservacionistas advirtieron que, una vez destruidos, los bosques tropicales nunca podrían restaurarse. Treinta años de investigación en restauración ahora desafían esto: a) Este sitio en el parque nacional Doi Suthep-Pui, al norte de Tailandia, fue deforestado, sobrecultivado y luego quemado. El tocón de árbol negro era uno de los árboles del bosque original. La población local se asoció con científicos para reparar su cuenca.

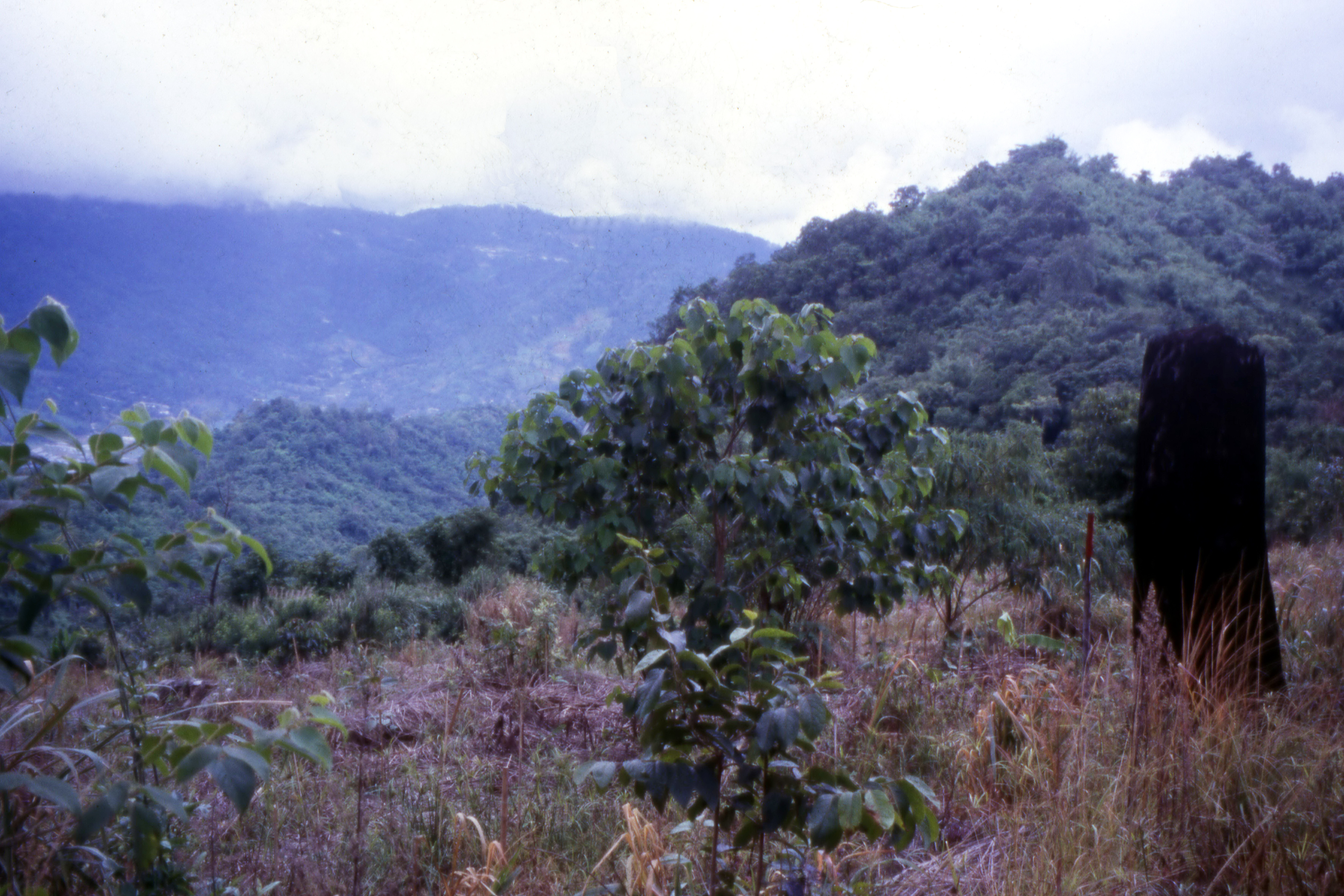
b) La prevención de incendios, el fomento de la regeneración natural y la plantación de especies de árboles marco dieron como resultado que los árboles crecieran por encima del dosel de malezas en un año.

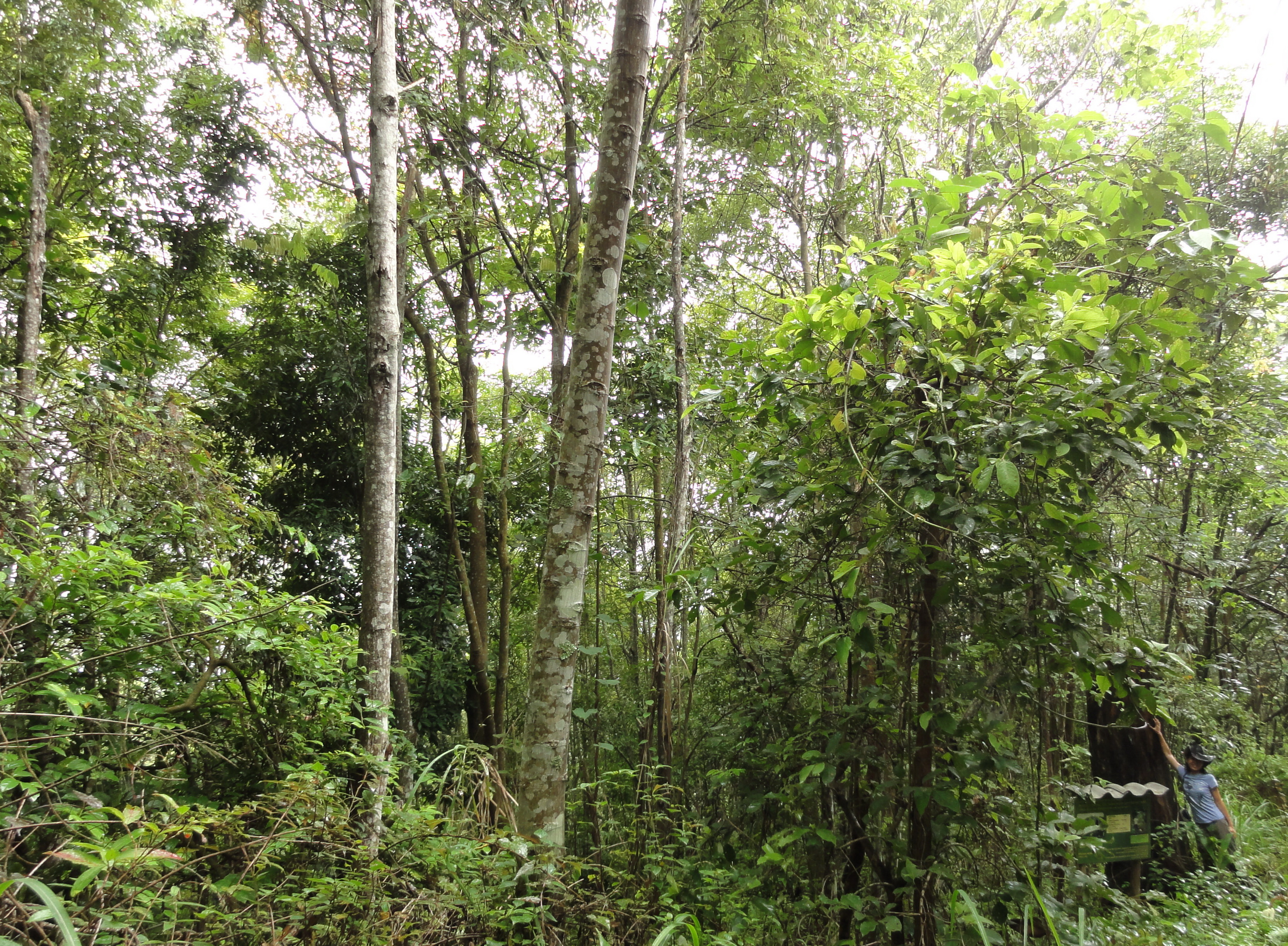
c) Después de 12 años, el bosque restaurado superó al tocón del árbol negro.

La restauración forestal se define como “acciones para restablecer los procesos ecológicos, que aceleran la recuperación de la estructura del bosque, el funcionamiento ecológico y los niveles de biodiversidad hacia los típicos del bosque clímax”, es decir, la etapa final de la sucesión del bosque natural. Los bosques clímax son ecosistemas relativamente estables que han desarrollado la máxima biomasa, complejidad estructural y diversidad de especies que es posible dentro de los límites impuestos por el clima y el suelo y sin la perturbación continua de los humanos. El bosque clímax es, por lo tanto, el ecosistema objetivo, que define el objetivo final de la restauración forestal. Dado que el clima es un factor importante que determina la composición del bosque clímax, el cambio climático global puede resultar en cambios en los objetivos de restauración.
La restauración forestal es una forma especializada de reforestación, pero difiere de las plantaciones de árboles convencionales en que sus objetivos principales son la recuperación de la biodiversidad y la protección del medio ambiente.
La restauración de bosques y paisajes (FLR) se define como un proceso que tiene como objetivo recuperar la funcionalidad ecológica y mejorar el bienestar humano en paisajes deforestados o degradados. La FLR se ha desarrollado como respuesta a la creciente degradación y pérdida de bosques y tierras, lo que resultó en una disminución de la biodiversidad y los servicios ecosistémicos. La FLR efectiva apoyará el logro de los Objetivos de Desarrollo Sostenible. La Década de las Naciones Unidas para la Restauración de Ecosistemas (2021-2030) brinda la oportunidad de restaurar cientos de millones de hectáreas de bosques degradados y otros ecosistemas.

## Alcance
La restauración forestal puede incluir simplemente la protección de la vegetación remanente (prevención de incendios, exclusión del ganado, etc.) o intervenciones más activas para acelerar la regeneración natural, así como la plantación de árboles y/o la siembra de semillas (siembra directa) de especies características del ecosistema objetivo. Las especies de árboles plantadas (o fomentadas para establecerse) son aquellas que son típicas o proporcionan una función ecológica crítica en el ecosistema objetivo. Sin embargo, dondequiera que la gente viva en o cerca de los sitios de restauración, los proyectos de restauración a menudo incluyen especies económicas entre los árboles plantados, para producir productos de subsistencia o generadores de efectivo.
La restauración forestal es un proceso inclusivo, que depende de la colaboración entre una amplia gama de partes interesadas, incluidas las comunidades locales, funcionarios gubernamentales, organizaciones no gubernamentales, científicos y agencias de financiación. Su éxito ecológico se mide en términos de mayor diversidad biológica, biomasa, productividad primaria, materia orgánica del suelo y capacidad de retención de agua, así como el retorno de especies raras y clave, características del ecosistema objetivo. Los índices económicos de éxito incluyen el valor de los productos forestales y los servicios ecológicos generados (por ejemplo, protección de cuencas hidrográficas, almacenamiento de carbono, etc.), que en última instancia contribuyen a la reducción de la pobreza. Los pagos por tales servicios ecológicos (PSA) y productos forestales pueden proporcionar fuertes incentivos para que la población local implemente proyectos de restauración. Se ha demostrado que la restauración activa acelera la recuperación de carbono de los bosques tropicales modificados por el hombre hasta en un 50 %.
Según El estado de los bosques del mundo 2020 de la FAO, se necesita una restauración forestal a gran escala para cumplir los Objetivos de Desarrollo Sostenible y para prevenir, detener y revertir la pérdida de biodiversidad. Si bien 61 países se comprometieron a restaurar 170 millones de hectáreas de tierras forestales degradadas bajo el Desafío de Bonn, el progreso hasta la fecha es lento. La restauración forestal, cuando se implementa adecuadamente, ayuda a restaurar hábitats y ecosistemas, crea empleos e ingresos y es una solución efectiva al cambio climático basada en la naturaleza. La Década de las Naciones Unidas para la Restauración de Ecosistemas 2021-2030, anunciada en marzo de 2019, tiene como objetivo acelerar las acciones de restauración de ecosistemas en todo el mundo.

## Oportunidades para la restauración forestal

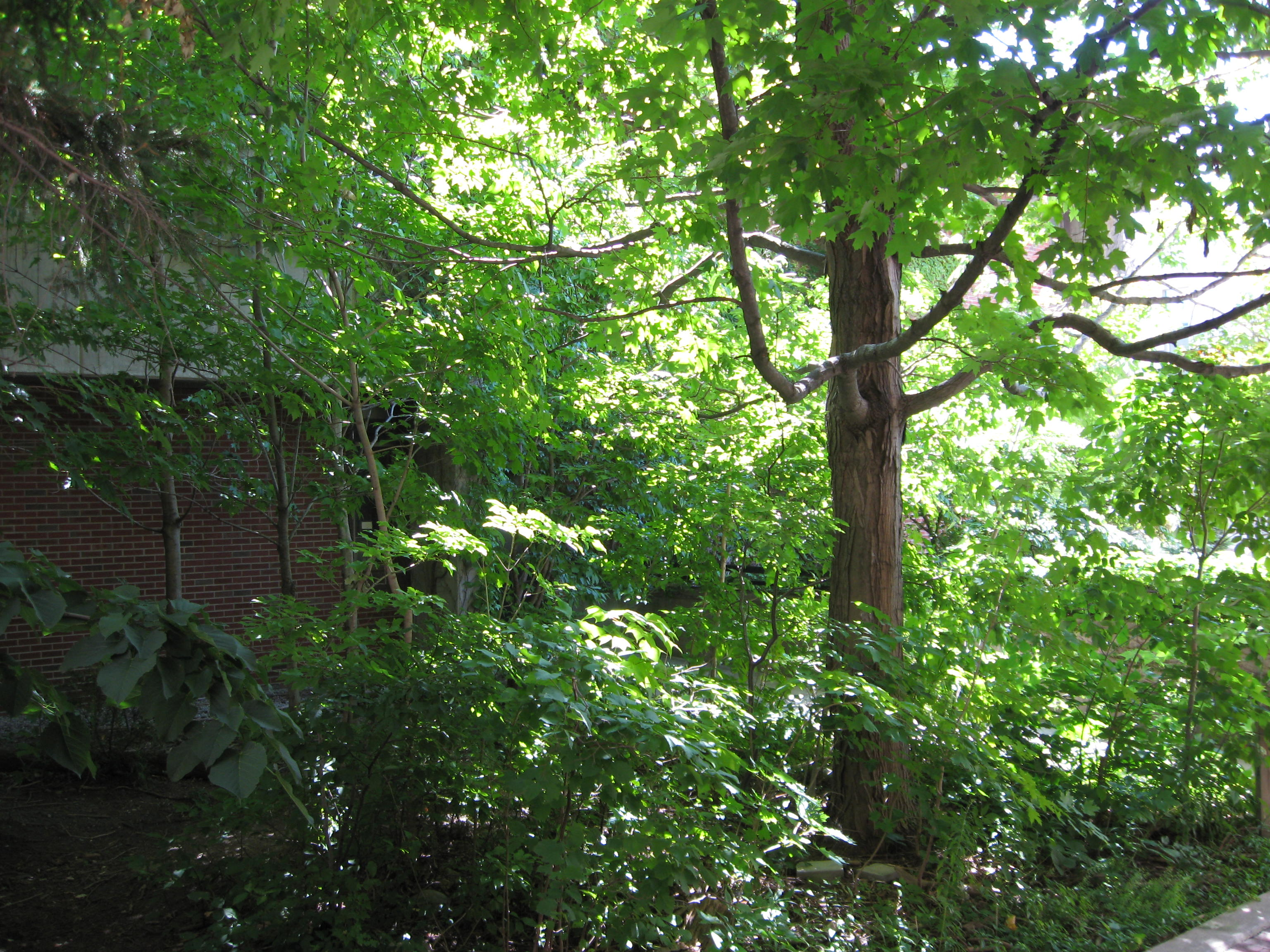
Parcela demostrativa de restauración forestal, SUNY-ESF, Syracuse, NY

La restauración forestal es apropiada donde la recuperación de la biodiversidad es uno de los principales objetivos de la reforestación, como la conservación de la vida silvestre, la protección del medio ambiente, el ecoturismo o el suministro de una amplia variedad de productos forestales a las comunidades locales. Los bosques se pueden restaurar en una amplia gama de circunstancias, pero los sitios degradados dentro de las áreas protegidas son de alta prioridad, especialmente donde queda algún bosque clímax como fuente de semillas dentro del paisaje. Incluso en áreas protegidas, a menudo hay grandes sitios deforestados: áreas taladas o sitios anteriormente despejados para la agricultura. Si las áreas protegidas van a actuar como los últimos refugios de vida silvestre de la Tierra, será necesaria la restauración de tales áreas.
Muchos proyectos de restauración ahora se están implementando bajo el paraguas de "restauración del paisaje forestal" (FLR). definido como un "proceso planificado para recuperar la integridad ecológica y mejorar el bienestar humano en paisajes deforestados o degradados". FLR reconoce que la restauración forestal tiene funciones sociales y económicas. Su objetivo es lograr el mejor compromiso posible entre el cumplimiento de los objetivos de conservación y las necesidades de las comunidades rurales. A medida que aumenta la presión humana sobre los paisajes, la restauración forestal se practicará más comúnmente dentro de un mosaico de otras formas de gestión forestal, para satisfacer las necesidades económicas de la población local.
Un área focal reciente para los esfuerzos de restauración forestal se encuentra dentro del contexto urbano, donde tanto las personas como la biodiversidad se beneficiarán; sin embargo, este contexto presenta desafíos únicos.

## Regeneración natural
La plantación de árboles no siempre es esencial para restaurar los ecosistemas forestales. Se puede lograr mucho estudiando cómo se regeneran los bosques de forma natural, identificando los factores que limitan la regeneración e ideando métodos para superarlos. Estos pueden incluir el deshierbe y la adición de fertilizantes alrededor de las plántulas de árboles naturales, la prevención de incendios, la eliminación del ganado, etc. Se trata de una regeneración natural "acelerada" o "asistida". Es simple y rentable, pero solo puede operar en árboles que ya están presentes, en su mayoría especies pioneras amantes de la luz. Tales especies de árboles no suelen ser las que componen los bosques clímax, pero pueden fomentar la recolonización del sitio por especies de árboles de bosques clímax tolerantes a la sombra, a través de la dispersión natural de semillas del bosque remanente. Debido a que este es un proceso lento, la recuperación de la biodiversidad generalmente se puede acelerar plantando algunas especies de árboles forestales clímax, especialmente especies de semillas grandes y escasamente dispersas. No es factible plantar todas las especies de árboles que pueden haber crecido anteriormente en el bosque primario original y, por lo general, no es necesario hacerlo si se puede utilizar el método de especies marco.
En algunos casos excepcionales, particularmente en algunos bosques boreales de Alaska, la recuperación a largo plazo de los incendios forestales podría compensar el carbono emitido durante los incendios debido a un cambio en las especies de árboles si los árboles persisten, se vuelven parte de biomas resilientes y son tan numerosos como los antiguos bosques'.

### Proteger las áreas de regeneración de los animales de ramoneo
Los bosques en proceso de restauración enfrentan muchos desafíos, como la disponibilidad de semillas y nutrientes, pero son notablemente susceptibles a los animales de ramoneo. Si bien los animales ramoneadores son necesarios para mantener el sotobosque de los bosques, pueden tumbar fácilmente una franja de bosque recién replantada, donde las muestras jóvenes son fácilmente accesibles. El pastoreo excesivo es particularmente problemático en este caso, ya que las muestras y otras plantas jóvenes pueden dañarse más allá del punto de recuperación, lo que resulta en una disminución de la biodiversidad. Se debe tener cuidado de usar "cercas para venados" para proteger el área de regeneración, o cuando no sea financieramente posible, para plantar árboles que prioricen el crecimiento estructural y la recuperación.

## Regeneración post-incendio
En gran parte del mundo, los incendios forestales se cobran un alto precio en los bosques. Eso puede ser por deforestación provocada para sustituir bosques por áreas de cultivo, o en áreas secas, por incendios forestales ocurridos de forma natural o intencional. Toda una sección de la restauración del paisaje forestal está relacionada con este problema en particular, ya que en muchos casos, la pérdida neta de valor del ecosistema es muy alta y puede abrir la puerta a una mayor degradación acelerada de las condiciones del suelo a través de la erosión y la desertificación. De hecho, esto tiene consecuencias nefastas tanto en la calidad de los hábitats como en la fauna relacionada. Sin embargo, en algunos casos específicos, los incendios forestales sí permiten incrementar el índice de biodiversidad del área quemada, en cuyo caso las Estrategias de Restauración Forestal tienden a buscar otro uso del suelo.

## Proyectos de restauración forestal
Un estudio encuentra que casi 300 millones de personas viven en tierras de oportunidad para la restauración de bosques tropicales en el Sur Global, lo que constituye una gran parte de las poblaciones de los países de bajos ingresos, y aboga por la inclusión prioritaria de "comunidades locales" en los proyectos de restauración forestal. Project Drawdown enumera la restauración de los bosques tropicales como una de las soluciones más importantes para la mitigación del cambio climático debido a su extraordinario potencial para secuestrar carbono y recomienda que "las comunidades locales deben tener un interés en lo que está creciendo, si se quiere que la restauración se mantenga".  

### Proyecto de administración de resiliencia forestal de Ashland
Ashland Forest Resiliency Stewardship Project (AFR) es un proyecto basado en la ciencia de una década de duración lanzado en 2010 con la intención de reducir el riesgo de incendios forestales severos, pero también de proteger la calidad del agua, los bosques primarios, la vida silvestre, las personas, la propiedad y el medio ambiente en general. calidad de vida dentro de la cuenca de Ashland. Las principales partes interesadas en este esfuerzo cooperativo de restauración son el Servicio Forestal de EE. UU., la Ciudad de Ashland, el Proyecto de Restauración de Lomaktsi y Nature Conservancy. El proyecto se lanzó con financiamiento inicial del estímulo de Recuperación Económica y, más recientemente, recibió financiamiento del programa de Combustibles Peligrosos del Servicio Forestal y el programa de Asociaciones de Restauración de Paisajes de los Jefes Conjuntos para respaldar el proyecto hasta 2016.
Ubicado en los bosques secos del sur de Oregón, la amenaza de incendios forestales es una realidad tanto para los administradores de tierras como para los propietarios. Los límites de la ciudad de Ashland se cruzan con el bosque circundante en lo que se conoce como interfaz urbano-forestal (WUI). Históricamente, los bosques de esta región experimentaron un intervalo de retorno de incendios relativamente frecuente, lo que evitó la acumulación de cargas pesadas de combustible. Un siglo de exclusión y supresión de incendios en tierras federales en el noroeste del Pacífico ha llevado a una mayor densidad de bosques y cargas de combustible y, por lo tanto, a una amenaza más persistente de devastadores incendios forestales.
El proyecto AFR ha implementado técnicas y prescripciones de restauración que tienen como objetivo replicar el proceso de sucesión ecológica en bosques secos mixtos de coníferas del noroeste del Pacífico. El enfoque implica una combinación de reducción de combustibles, aclareo de árboles de diámetro pequeño y realización de quemas prescritas. Se da prioridad a mantener la función y la complejidad ecológica mediante la retención de los árboles más grandes y antiguos, la preservación del hábitat de la vida silvestre y las áreas ribereñas, y la protección de los suelos erosionables y el mantenimiento de la estabilidad de las pendientes.
Desde su inicio en 2010, el proyecto AFR ha completado el trabajo de restauración en 4000 de los 7600 acres programados para el proyecto. El proyecto ha brindado experiencia educativa a más de 2000 estudiantes y ha beneficiado a la comunidad local mediante la creación de empleos y la capacitación de la fuerza laboral. Actualmente, las operaciones de tala con helicópteros están reduciendo 1,100 acres de la cuenca mientras se llevan a cabo operaciones de quema controlada según lo permitan las condiciones de calidad del aire.

### Acelerar la regeneración forestal con Residuos Agrícolas
En 1998, se establecieron iniciativas costarricenses para regenerar áreas deforestadas, antes utilizadas como pastos para ganado. Esta tierra se compactó y el suelo se agotó, lo que dificultó la regeneración natural. En asociación con los vertederos de residuos agrícolas, se aplicaron aproximadamente 12 000 Mg de cáscara y pulpa de naranja en un segmento de 3 hectáreas de los antiguos pastos. Esta adición de biomasa al suelo permitió un aumento del 176 % en el crecimiento de plantas leñosas, aumentó la riqueza de especies, triplicó la uniformidad de los árboles (medida a través del Índice de Shannon) y niveles de nutrientes del suelo significativamente elevados, medidos a los 2 y 16 años después de la aplicación ( Truer et al. 2018).  También se observó un aumento significativo en el cierre del dosel utilizando la topografía hemisférica, lo que sugiere además que los desechos agrícolas pueden desempeñar un papel más importante en la restauración forestal futura.

## Restauración del paisaje forestal
La restauración del paisaje forestal (FLR) se define como “un proceso planificado para recuperar la integridad ecológica y mejorar el bienestar humano en paisajes deforestados o degradados”. Comprende herramientas y procedimientos para integrar acciones de restauración forestal a nivel de sitio con objetivos deseables a nivel de paisaje, que se deciden a través de varios mecanismos participativos entre las partes interesadas. El concepto ha surgido de la colaboración entre algunas de las principales organizaciones internacionales de conservación del mundo, incluida la Unión Internacional para la Conservación de la Naturaleza (UICN), el Fondo Mundial para la Naturaleza (WWF), el Instituto de Recursos Mundiales y la Organización Internacional de las Maderas Tropicales (OIMT). 

### Objetivos
El concepto de FLR se concibió para generar compromisos entre la satisfacción de las necesidades de los seres humanos y la vida silvestre, mediante la restauración de una variedad de funciones forestales a nivel del paisaje. Incluye acciones para fortalecer la resiliencia y la integridad ecológica de los paisajes y, por lo tanto, mantener abiertas futuras opciones de gestión. La participación de las comunidades locales es fundamental para el concepto, porque juegan un papel fundamental en la configuración del paisaje y obtienen beneficios significativos de los recursos forestales restaurados. Por lo tanto, las actividades de RPF son inclusivas y participativas.

### Resultados deseables
Los resultados deseables de un programa de FLR generalmente comprenden una combinación de lo siguiente, según las necesidades y aspiraciones locales:
- identificación de las causas profundas de la degradación forestal y prevención de una mayor deforestación,
- participación positiva de las personas en la planificación de la restauración forestal, la resolución de conflictos sobre el uso de la tierra y acuerdos sobre sistemas de distribución de beneficios,
- compromisos sobre las ventajas y desventajas del uso de la tierra que sean aceptables para la mayoría de las partes interesadas,
- un repositorio de diversidad biológica de valor tanto local como global,
- entrega de una variedad de beneficios utilitarios a las comunidades locales, que incluyen:
  - un suministro confiable de agua limpia,
  - protección ambiental, en particular servicios de cuencas hidrográficas (por ejemplo, reducción de la erosión del suelo, menor riesgo de deslizamientos de tierra, mitigación de inundaciones/sequías, etc.),
  - un suministro sostenible de una amplia gama de productos forestales, incluidos alimentos, medicinas, leña, etc.,
  - ingresos monetarios de diversas fuentes, p. ecoturismo, comercio de carbono a través del mecanismo REDD+ y de pagos por otros servicios ambientales (PSA)[34]

### Actividades
FLR combina varios principios y técnicas existentes de desarrollo, conservación y gestión de recursos naturales, como la evaluación del carácter del paisaje, la evaluación rural participativa, la gestión adaptativa, etc., dentro de un marco claro y coherente de evaluación y aprendizaje. Un programa de FLR puede comprender varias prácticas forestales en diferentes sitios dentro del paisaje, dependiendo de los factores ambientales y socioeconómicos locales. Estos pueden incluir la protección y manejo de bosques secundarios y primarios degradados, técnicas estándar de restauración forestal como la regeneración natural "asistida" o "acelerada" (ANR) y la plantación de especies de árboles marco para restaurar áreas degradadas, así como plantaciones de árboles convencionales y sistemas agroforestales para satisfacer necesidades monetarias más inmediatas.
La UICN alberga la Alianza Mundial sobre Restauración del Paisaje Forestal, que coordina el desarrollo del concepto en todo el mundo.
En 2014, la Organización de las Naciones Unidas para la Agricultura y la Alimentación estableció el Mecanismo de Restauración de Bosques y Paisajes. El Mecanismo apoya a los países para implementar la RPF como una contribución para lograr el Desafío de Bonn- la restauración de 150 millones de hectáreas de tierras deforestadas y degradadas para 2020 - y el Convenio sobre la Diversidad Biológica Metas de Aichi para la Biodiversidad - relacionados con la conservación y restauración de ecosistemas.
En colaboración con el Mecanismo Mundial de la Convención de las Naciones Unidas de Lucha contra la Desertificación, la FAO publicó dos documentos de debate sobre la financiación sostenible de la RPF en 2015. Financiación sostenible para la restauración de bosques y paisajes: el papel de los responsables de las políticas públicas proporciona recomendaciones y ejemplos de financiación de la RPF para los países. Financiamiento sostenible para la restauración de bosques y paisajes: oportunidades, desafíos y el camino a seguir proporciona una descripción general de las fuentes de financiamiento y los instrumentos financieros disponibles para las actividades de RPF.